# تاج ترانه
آلبوم تاج ترانه، آلبومی است که در آن ابی هفت آهنگ از برترین آهنگ‌های گوگوش را اجرا می‌کند. ابی بارها علاقهٔ خود نسبت به گوگوش و آهنگ‌هایش را نشان داده است و در اولین باری که آهنگ‌های گوگوش را در کنسرت سنتا مونیکا بازخوانی کرد، گوگوش را «بهترین خوانندهٔ زن ایرانی» قلمداد کرد. همچنین در مصاحبه‌ای که ابی با شهرام شب‌پره در سال ۱۹۹۲ در شبکهٔ دیار انجام داده است، ترانهٔ «پل» گوگوش را از جمله ترانه‌هایی برمی‌شمرد که وی دوست داشته است آن را بخواند.

## فهرست ترانه‌ها
| # | نام ترانه       | ترانه سرا       | آهنگساز | تنظیم قدیم | تنظیم جدید |
| - | --------------- | --------------- | ------- | ---------- | ---------- |
| ۱ | وقتشه           | ایرج جنتی عطایی | واروژان | واروژان    | شهرام آذر  |
| ۲ | خوابم یا بیدارم | ایرج جنتی عطایی | واروژان | واروژان    | شهرام آذر  |
| ۳ | دریایی          | ایرج جنتی عطایی | واروژان | واروژان    | شهرام آذر  |
| ۴ | همسفر           | ایرج جنتی عطایی | واروژان | واروژان    | شهرام آذر  |
| ۵ | پل              | ایرج جنتی عطایی | واروژان | واروژان    | شهرام آذر  |
| ۶ | باور کن         | ایرج جنتی عطایی | واروژان | واروژان    | شهرام آذر  |
| ۷ | شب شیشه‌ای       | ایرج جنتی عطایی | واروژان | واروژان    | شهرام آذر  |